# Vincenzo Silvano Casulli
Vincenzo Silvano Casulli (ur. 25 sierpnia 1944 w Putignano, zm. 24 lipca 2018) – włoski astronom amator. Jako pierwszy w świecie amator uzyskał precyzyjne astrometryczne pozycje planetoid za pomocą kamery CCD.
W latach 1993–2011 odkrył 200 planetoid.
W uznaniu jego pracy jego nazwiskiem nazwano planetoidę (7132) Casulli.

## Lista odkrytych planetoid
| (6339) Giliberti        | 20 września 1993     |
| (6530) Adry             | 12 kwietnia 1994     |
| (6877) Giada            | 10 października 1994 |
| (6929) Misto            | 31 października 1994 |
| (7600) Vacchi           | 9 września 1994      |
| (7665) Putignano        | 11 października 1994 |
| (7961) Ercolepoli       | 10 października 1994 |
| (8569) Mameli           | 1 października 1996  |
| (8716) Ginestra         | 23 września 1995     |
| (8742) Bonazzoli        | 14 lutego 1998       |
| (9121) Stefanovalentini | 24 lutego 1998       |
| (10386) Romulus         | 12 października 1996 |
| (11142) Facchini        | 7 stycznia 1997      |
| (11328) Mariotozzi      | 19 października 1995 |
| (11578) Cimabue         | 4 marca 1994         |
| (12384) Luigimartella   | 10 października 1994 |
| (13197) Pontecorvo      | 17 lutego 1997       |
| (13653) Priscus         | 9 lutego 1997        |
| (13684) Borbona         | 27 sierpnia 1997     |
| (14088) Ancus           | 3 maja 1997          |
| (14498) Bernini         | 28 lutego 1995       |
| (15007) Edoardopozio    | 5 lipca 1998         |
| (15353) Meucci          | 22 listopada 1994    |
| (15854) Numa            | 15 lutego 1996       |
| (15869) Tullius         | 8 sierpnia 1996      |

| (16770) Angkorwat       | 30 października 1996 |
| (17556) Pierofrancesca  | 16 listopada 1993    |
| (17649) Brunorossi      | 17 października 1996 |
| (18169) Amaldi          | 20 sierpnia 2000     |
| (18509) Bellini         | 14 września 1996     |
| (18596) Superbus        | 21 stycznia 1998     |
| (21219) Mascagni        | 28 listopada 1994    |
| (21311) Servius         | 4 grudnia 1996       |
| (23564) Ungaretti       | 6 listopada 1994     |
| (24826) Pascoli         | 22 sierpnia 1995     |
| (24946) Foscolo         | 1 lipca 1997         |
| (25312) Asiapossenti    | 22 grudnia 1998      |
| (29347) Natta           | 5 marca 1995         |
| (29361) Botticelli      | 9 lutego 1996        |
| (29428) Ettoremajorana  | 31 marca 1997        |
| (29449) Taharbenjelloun | 29 sierpnia 1997     |
| (29470) Higgs           | 26 października 1997 |
| (31319) Vespucci        | 20 kwietnia 1998     |
| (31429) Diegoazzaro     | 21 stycznia 1999     |
| (32891) Amatrice        | 9 lutego 1994        |
| (32911) Cervara         | 4 listopada 1994     |
| (32945) Lecce           | 24 listopada 1995    |
| (32987) Uyuni           | 4 grudnia 1996       |
| (33002) Everest         | 17 lutego 1997       |
| (35295) Omo             | 1 listopada 1996     |

| (37627) Lucaparmitano  | 11 października 1993 |
| (37640) Luiginegrelli  | 20 listopada 1993    |
| (37683) Gustaveeiffel  | 19 maja 1995         |
| (37735) Riccardomuti   | 1 listopada 1996     |
| (40134) Marsili        | 27 sierpnia 1998     |
| (42585) Pheidippides   | 30 marca 1997        |
| (43935) Danshechtman   | 1 października 1996  |
| (44355) Thijsdegraauw  | 18 września 1998     |
| (48720) Enricomentana  | 29 września 1996     |
| (50866) Davidesprizzi  | 1 kwietnia 2000      |
| (51915) Andry          | 20 sierpnia 2001     |
| (52558) Pigafetta      | 27 marca 1997        |
| (52862) 1998 SR4       | 19 września 1998     |
| (56038) Jackmapanje    | 7 grudnia 1998       |
| (58417) Belzoni        | 25 stycznia 1996     |
| (58495) Hajin          | 19 października 1996 |
| (58498) Octaviopaz     | 2 listopada 1996     |
| (65785) Carlafracci    | 26 października 1995 |
| (65821) De Curtis      | 30 października 1996 |
| (69460) Christibarnard | 17 października 1996 |
| (69500) Ginobartali    | 6 lutego 1997        |
| (73872) Stefanoragazzi | 7 stycznia 1997      |
| (73891) Pietromennea   | 10 marca 1997        |
| (75225) Corradoaugias  | 27 listopada 1999    |
| (83657) Albertosordi   | 12 października 2001 |

| (85267) Taj Mahal        | 12 stycznia 1994     |
| (85578) 1998 DP13        | 26 lutego 1998       |
| (90806) Rudaki           | 4 stycznia 1995      |
| (100292) Harmandir       | 28 lutego 1995       |
| (100445) Pisa            | 12 września 1996     |
| (100456) Chichn Itza     | 2 października 1996  |
| (100731) Ara Pacis       | 18 lutego 1998       |
| (117093) Umbria          | 12 lipca 2004        |
| (120575) 1995 QD         | 17 sierpnia 1995     |
| (129555) Armazones       | 30 października 1996 |
| (134369) Sahara          | 17 sierpnia 1995     |
| (145962) Lacchini        | 29 grudnia 1999      |
| (152227) Argoli          | 24 września 2005     |
| (160105) Gobi            | 26 września 2000     |
| (168261) Puglia          | 15 sierpnia 2006     |
| (173094) Wielicki        | 14 października 2007 |
| (181241) Dipasquale      | 28 października 2005 |
| (184620) Pippobattaglia  | 20 kwietnia 2006     |
| (185039) Alessiapossenti | 30 sierpnia 2006     |
| (185321) Kammerlander    | 10 listopada 2006    |
| (185325) Anupabhagwat    | 14 listopada 2006    |
| (185448) Nomentum        | 25 grudnia 2006      |
| (190139) Hansküng        | 14 listopada 2006    |
| (199631) Giuseppesprizzi | 2 kwietnia 2006      |
| (199677) Terzani         | 20 kwietnia 2006     |

| (199900) Brunoganz        | 8 kwietnia 2007      |
| (204816) Andreacamilleri  | 16 lipca 2007        |
| (204896) Giorgiobocca     | 16 października 2007 |
| (207563) Toscana          | 1 sierpnia 2006      |
| (210032) Enricocastellani | 16 lipca 2006        |
| (210107) Pistoletto       | 30 sierpnia 2006     |
| (210182) Mazzini          | 26 października 2006 |
| (210290) Borsellino       | 13 października 2007 |
| (210345) Barbon           | 16 października 2007 |
| (212373) Pietrocascella   | 22 kwietnia 2006     |
| (212500) Robertojoppolo   | 4 września 2006      |
| (214772) UNICEF           | 23 października 2006 |
| (214819) Gianotti         | 10 listopada 2006    |
| (214820) Faustocoppi      | 14 listopada 2006    |
| (214928) Carrara          | 5 listopada 2007     |
| (216241) Renzopiano       | 14 listopada 2006    |
| (216757) Vasari           | 13 września 2005     |
| (218636) Calabria         | 24 września 2005     |
| (218866) Alexantioch      | 15 grudnia 2006      |
| (224693) Morganfreeman    | 21 stycznia 2006     |
| (225076) Vallemare        | 8 maja 2007          |
| (227152) Shujinakamura    | 5 sierpnia 2005      |
| (229781) Arthurmcdonald   | 3 sierpnia 2008      |
| (231265) Saulperlmutter   | 5 stycznia 2006      |
| (233292) Brianschmidt     | 19 stycznia 2006     |

| (236305) Adamriess      | 19 stycznia 2006     |
| (236746) Chareslindos   | 8 czerwca 2007       |
| (239105) Marcocattaneo  | 28 kwietnia 2006     |
| (243591) Ignacostantino | 15 września 1998     |
| (246821) Satyarthi      | 27 sierpnia 2009     |
| (248321) 2005 PL20      | 14 sierpnia 2005     |
| (248388) Namtso         | 26 września 2005     |
| (248908) Ginostrada     | 15 listopada 2006    |
| (248970) Giannimorandi  | 19 stycznia 2007     |
| (249044) Barrymarshall  | 15 października 2007 |
| (254863) Robinwarren    | 24 września 2005     |
| (255587) Gardenia       | 21 lipca 2006        |
| (255598) Paullauterbur  | 13 sierpnia 2006     |
| (262972) Petermansfield | 9 marca 2007         |
| (265924) Franceclemente | 21 stycznia 2006     |
| (267017) Yangzhifa      | 16 października 1995 |
| (268686) Elenaaprile    | 2 kwietnia 2006      |
| (273412) Eduardomissoni | 18 listopada 2006    |
| (273471) 2006 YK2       | 16 grudnia 2006      |
| (273994) Cinqueterre    | 11 lipca 2007        |
| (274246) Reggiacaserta  | 31 lipca 2008        |
| (274264) 2008 PZ6       | 5 sierpnia 2008      |
| (274472) Piet           | 28 września 2008     |
| (278447) Saviano        | 2 października 2007  |
| (278735) Kamioka        | 27 września 2008     |

| (279411) 2010 FM6        | 16 marca 2010        |
| (282903) Masada          | 20 kwietnia 2007     |
| (284458) 2007 GB1        | 8 kwietnia 2007      |
| (288615) Tempesti        | 11 lipca 2004        |
| (292872) Anoushankar     | 12 listopada 2006    |
| (293131) Meteora         | 15 grudnia 2006      |
| (293477) Teotihuacan     | 16 marca 2007        |
| (294296) Efeso           | 3 listopada 2007     |
| (295471) Herbertnitsch   | 3 listopada 2007     |
| (299777) Tanyastreeter   | 21 września 2006     |
| (299785) 2006 SC77       | 22 września 2006     |
| (300124) Alessiazecchini | 14 listopada 2006    |
| (304203) 2006 QR110      | 27 sierpnia 2006     |
| (304277) 2006 SL20       | 19 września 2006     |
| (309762) 2008 YN5        | 22 grudnia 2008      |
| (311907) 2007 AH9        | 12 stycznia 2007     |
| (316098) 2009 OO1        | 19 lipca 2009        |
| (320377) 2007 UP         | 16 października 2007 |
| (327943) Xavierbarcons   | 9 marca 2007         |
| (327982) Balducci        | 10 kwietnia 2007     |
| (330712) Rhodescolossus  | 3 sierpnia 2008      |
| (331316) Cavedon         | 20 kwietnia 2006     |
| (332632) Pharos          | 22 października 2008 |
| (345868) Halicarnassus   | 19 sierpnia 2007     |
| (346810) Giancabattisti  | 13 lutego 2009       |

| (349237) Quaglietti  | 13 października 2007 |
| (349499) Dechirico   | 29 lipca 2008        |
| (349862) Modigliani  | 21 lutego 2009       |
| (351976) Borromini   | 23 października 2006 |
| (352017) Juvarra     | 12 listopada 2006    |
| (367392) Zeri        | 31 lipca 2008        |
| (374338) Fontana     | 25 października 2005 |
| (375798) Divini      | 12 października 2009 |
| (378076) Campani     | 23 października 2006 |
| (383622) Luigivolta  | 11 sierpnia 2007     |
| (385980) Emiliosegrè | 19 stycznia 2007     |
| (429136) Corsali     | 13 października 2009 |
| (435161) 2007 NV2    | 14 lipca 2007        |
| (440411) 2005 QS28   | 26 sierpnia 2005     |
| (447682) 2007 AA20   | 15 stycznia 2007     |
| (456378) 2006 UA62   | 18 października 2006 |
| (457248) 2008 QH     | 20 sierpnia 2008     |
| (483951) 2006 BM147  | 31 stycznia 2006     |
| (509357) 2007 AZ19   | 13 stycznia 2007     |
| (549353) 2011 GH80   | 23 grudnia 2006      |
| (552639) 2010 GR198  | 17 października 2011 |
| (571848) 2007 WM55   | 30 listopada 2007    |
| (587033) 2005 RU32   | 13 września 2005     |
| (596093) 2005 BD2    | 8 stycznia 2005      |
| (610817) 2006 HM58   | 30 kwietnia 2006     |